# Władysław Biskup

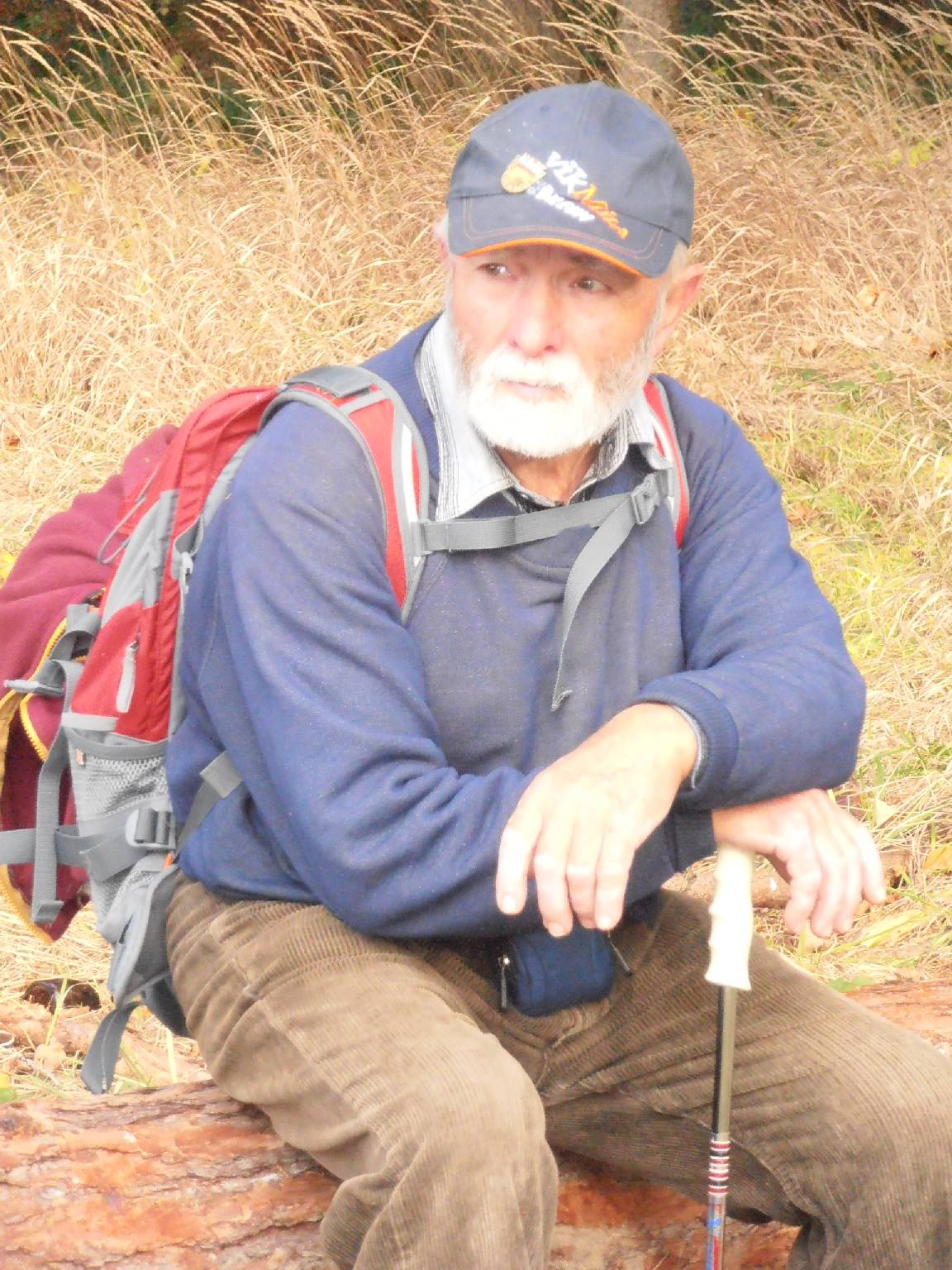
Władysław Biskup w górach

Władysław Biskup (ur. 30 czerwca 1937 w Wilejce, zm. 26 listopada 2020 w Jugowie) – nestor, miłośnik i propagator turystyki górskiej i narciarstwa, legenda ratownictwa górskiego. Członek Honorowy GOPR, przewodnik sudecki, wieloletni działacz PTTK.

## Życiorys
Syn Stanisława, zawodowego funkcjonariusza KOP, żołnierza AK i WiN oraz Heleny z domu Spiegolskiej. Okres II wojny światowej spędził wraz z rodziną w okolicach Gręboszowa. Po zakończeniu wojny zamieszkał w Kłodzku na terenie tzw. Ziem Odzyskanych. Uczęszczał do Technikum Mechanicznego w Kłodzku, po którego ukończeniu podjął pracę w Bardeckich Zakładach Przemysłu Papierniczego w Bardzie-Przyłęku. W latach 70. XX w. znalazł zatrudnienie w biurze Oddziale Ziemi Kłodzkiej PTTK, gdzie do czasu przejścia na emeryturę pracował jako specjalista ds. turystyki.

## Działalność na rzecz turystyki i ratownictwa

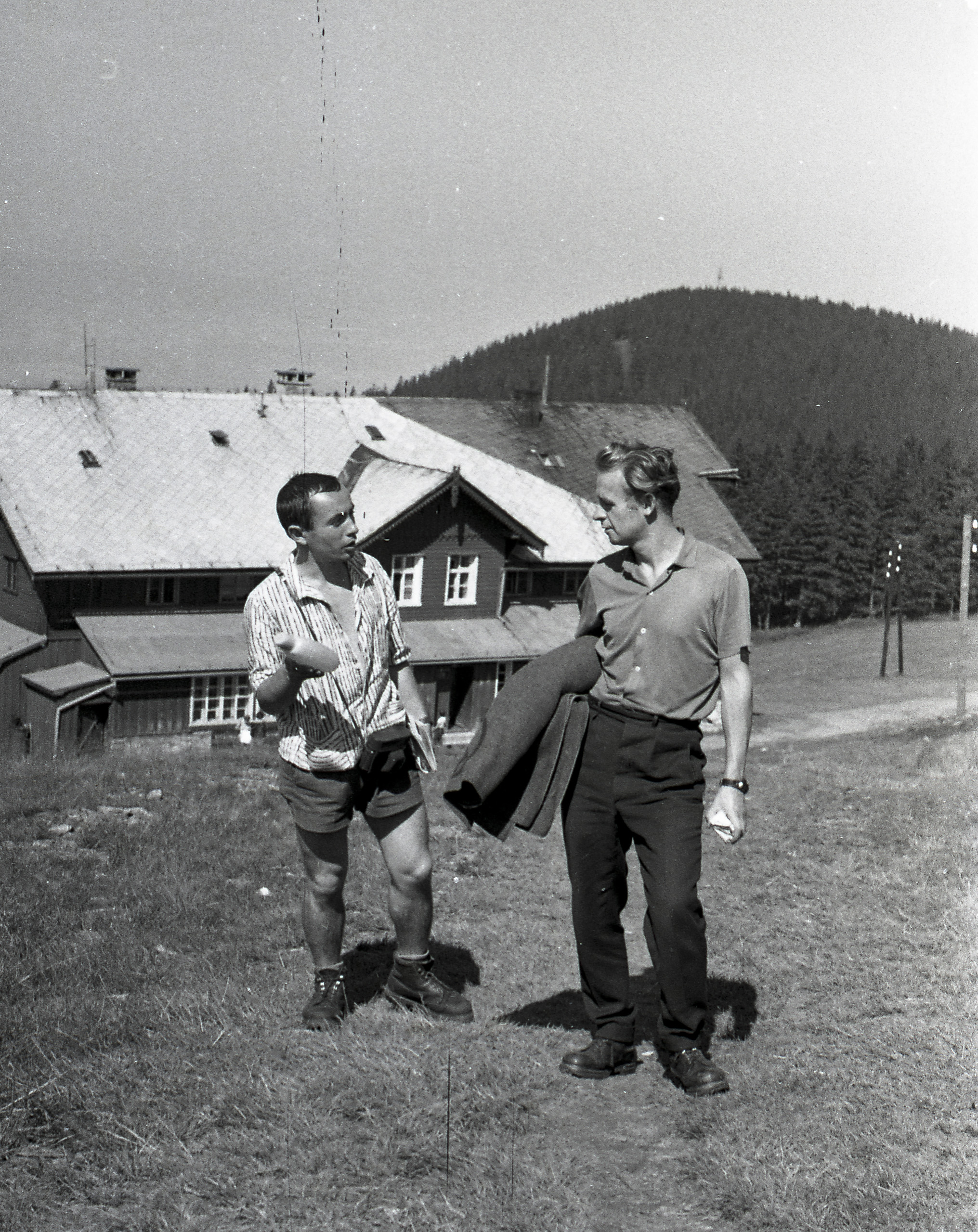
Władysław Biskup na Hali pod Śnieżnikiem

Od najmłodszych lat przejawiał zamiłowanie do gór oraz turystyki. W 1957 r. wstąpił do PTTK, podczas swoich licznych wędrówek poznawał pasma Sudetów i innych gór Polski, Karpat Wschodnich, Kaukazu, Alp i Dolomitów. W 1965 r. zdobył uprawnienia przewodnika sudeckiego kl. III. Zdobytą wiedzę i doświadczenie postanowił wykorzystać w działalności ratowniczej; w 1969 r. przystąpił do Grupy Sudeckiej Górskiego Ochotniczego Pogotowia Ratunkowego i po rocznym stażu kandydackim 17 listopada 1970 roku złożył uroczyste ratownicze przyrzeczenie ratownicze.

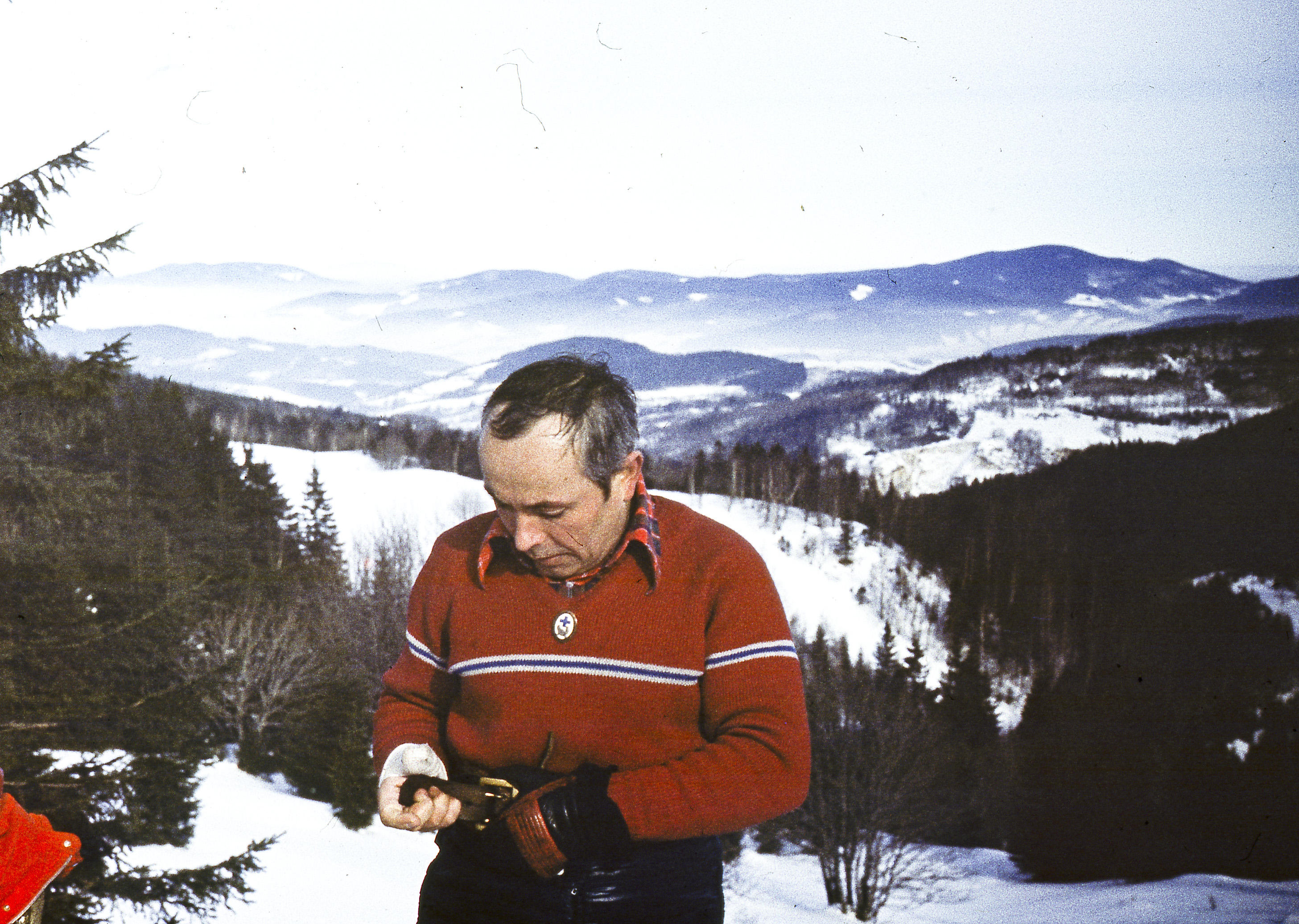
Władysław Biskup – GOPR

Praca w Oddziale Ziemi Kłodzkiej PTTK pozwoliła mu w pełni poświęcić się działalności na rzecz popularyzowania turystyki pieszej, rowerowej oraz narciarstwa. Sprawdził się jako wieloletni organizator rajdów pieszych i imprez turystyczno-krajoznawczych oraz wyjazdów i biegów narciarskich, dzięki czemu kształtował kolejne pokolenia pasjonatów turystyki.
Podczas swojej ochotniczej służby w GOPR uczestniczył w wielu wyprawach i akcjach, ratując życie i zdrowie ludzkie. Wiedza, zdobyte doświadczenie oraz cechy charakteru takie jak: koleżeńskość, profesjonalizm, bezinteresowność i szacunek dla innych sprawiły, że stał się wzorem i mentorem dla młodych generacji turystów, ratowników i przewodników górskich.
W prywatnej kolekcji Władysław Biskup zgromadził liczne dokumenty, czasopisma, książki, mapy, fotografie, przedmioty kultu religijnego, codziennego użytku i obrazy dotyczące przeszłości dawnego Hrabstwa Kłodzkiego. Z zamiłowania był również fotografem, uwieczniał na swoich zdjęciach piękno gór, dokumentował organizowane wydarzenia turystyczne oraz ludzi w nich uczestniczących. Część ze swoich zbiorów przekazał na rzecz Muzeum Ziemi Kłodzkiej. Jako zapalony turysta i jednocześnie propagator turystyki kilkakrotnie dokonywał przejścia dookoła Kotliny Jeleniogórskiej, a w wieku 72 lat udał się samotnie w rowerową wyprawę dookoła Polski liczącą 4412 kilometrów.

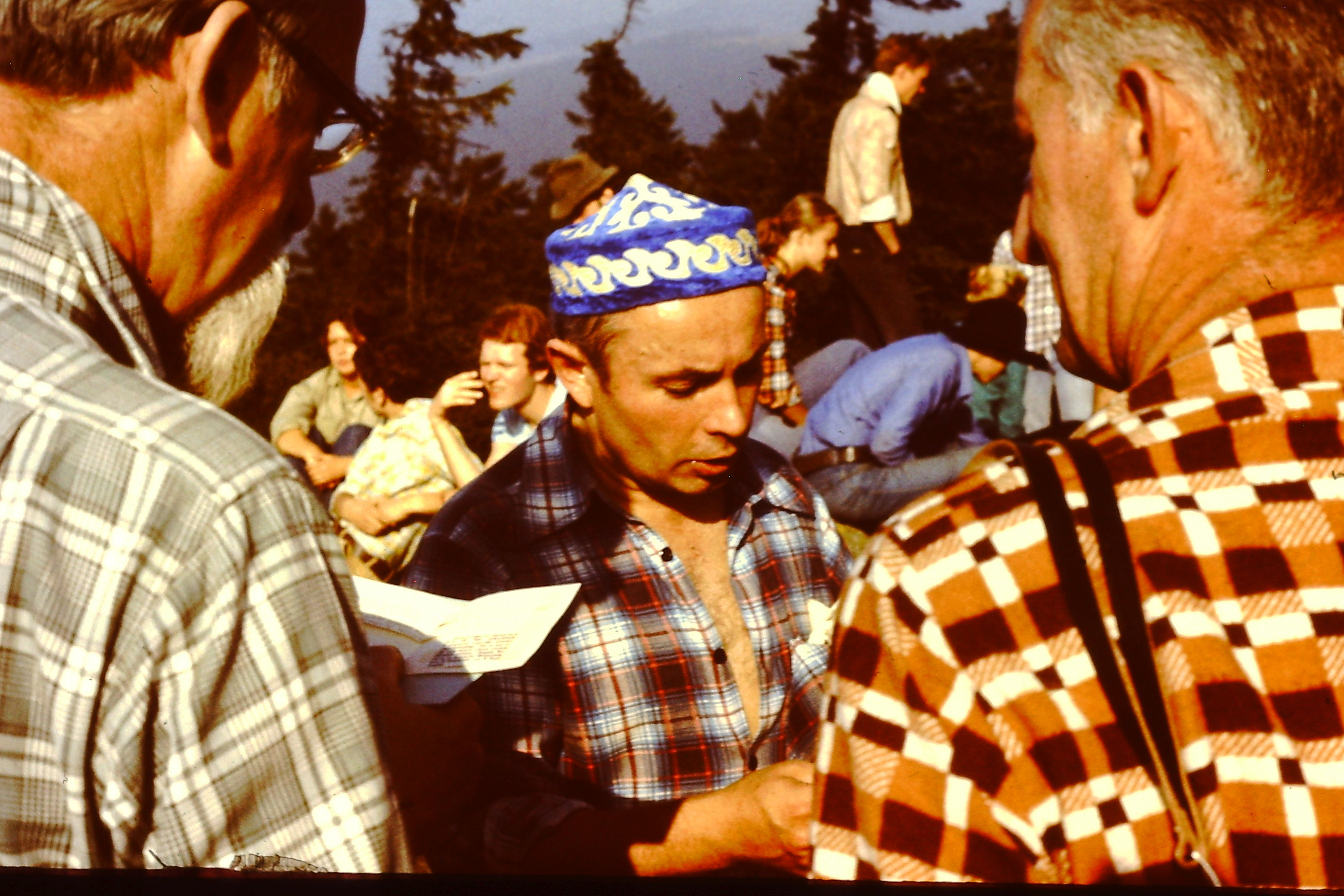
Władysław Biskup

## Pełnione funkcje
- lata 1971–1973 – członek zarządu Oddziału PTTK Ziemi Kłodzkiej
- lata 1973–1979 – przewodniczący Komisji Turystyki Górskiej i Narciarskiej PTTK przy Zarządzie Oddziału Ziemi Kłodzkiej
- lata 1974–1980 – wiceprezes zarządu Oddziału PTTK Ziemi Kłodzkiej

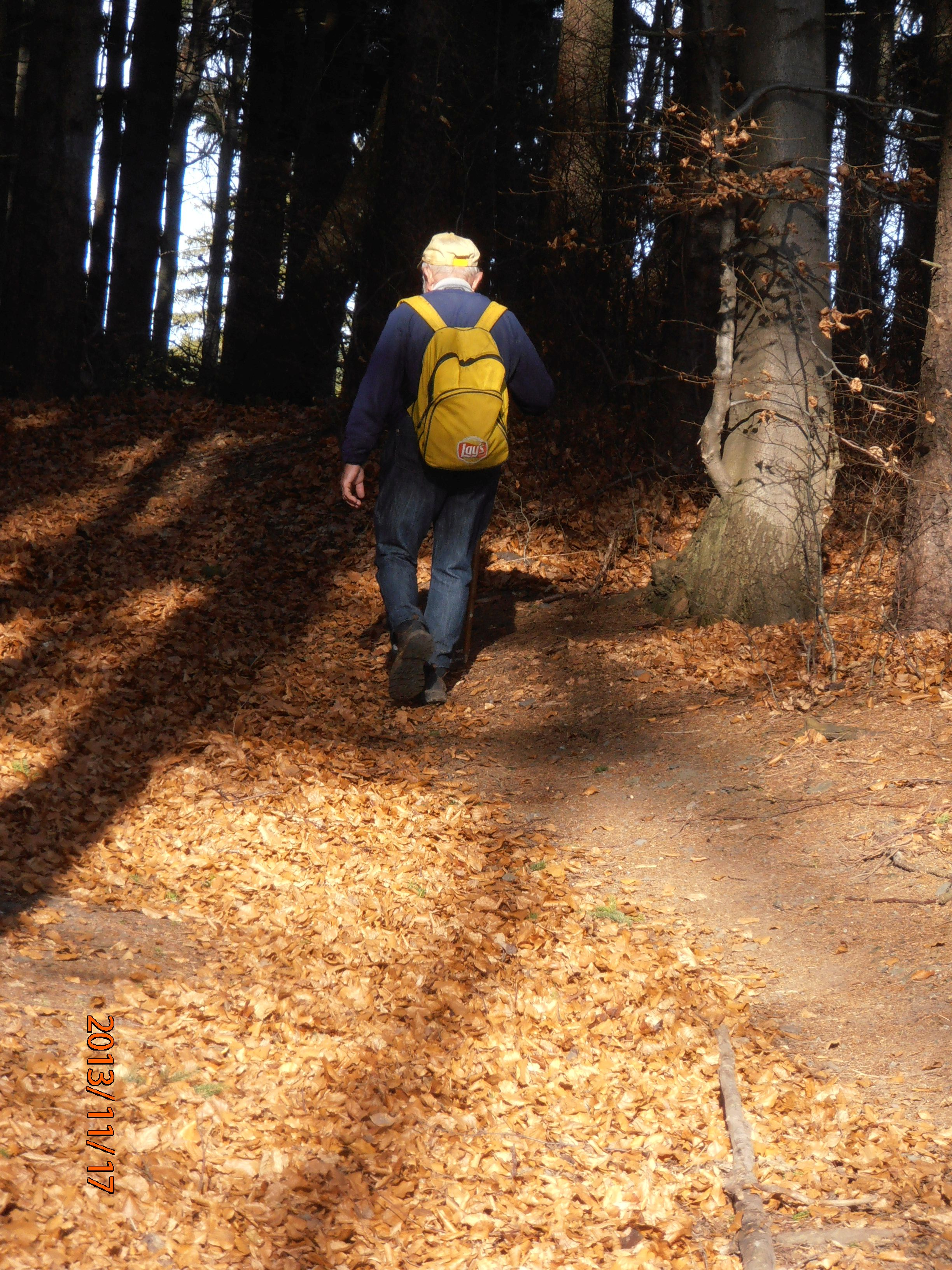
Władysław Biskup na szlaku

## Odznaczenia i wyróżnienia
- 1974 – Medal Pamiątkowy XXX-lecia Wyzwolenia Dolnego Śląska
- 1975 – Odznaka Zasłużony dla PTTK Oddziału Ziemi Kłodzkiej
- 1978 – Zasłużony dla Kultury Fizycznej i Turystyki województwa wałbrzyskiego
- 1984 – Zasłużony Znakarz PTTK
- 1984 – Zasłużony Działacz Kultury Fizycznej i Turystyki województwa wałbrzyskiego
- 1985 – Złota Honorowa Odznaka PTTK
- 1985 – Srebrna Odznaka Zasłużony Działacz Turystyki
- 1987 – Medal 40-lecia Oddziału PTTK Ziemi Kłodzkiej
- 1987 – Odznaka za zasługi dla województwa wałbrzyskiego
- 1989 – Srebrna odznaka Górskiego Ochotniczego Pogotowia Ratunkowego
- 1994 – Złota odznaka Górskiego Ochotniczego Pogotowia Ratunkowego
- 1989 – Odznaka Honorowa za zasługi dla ratownictwa górskiego
- 2014 – Honorowy Przodownik Turystyki Górskiej
- 2014 – Członek Honorowy Górskiego Ochotniczego Pogotowia Ratunkowego

## Upamiętnienie

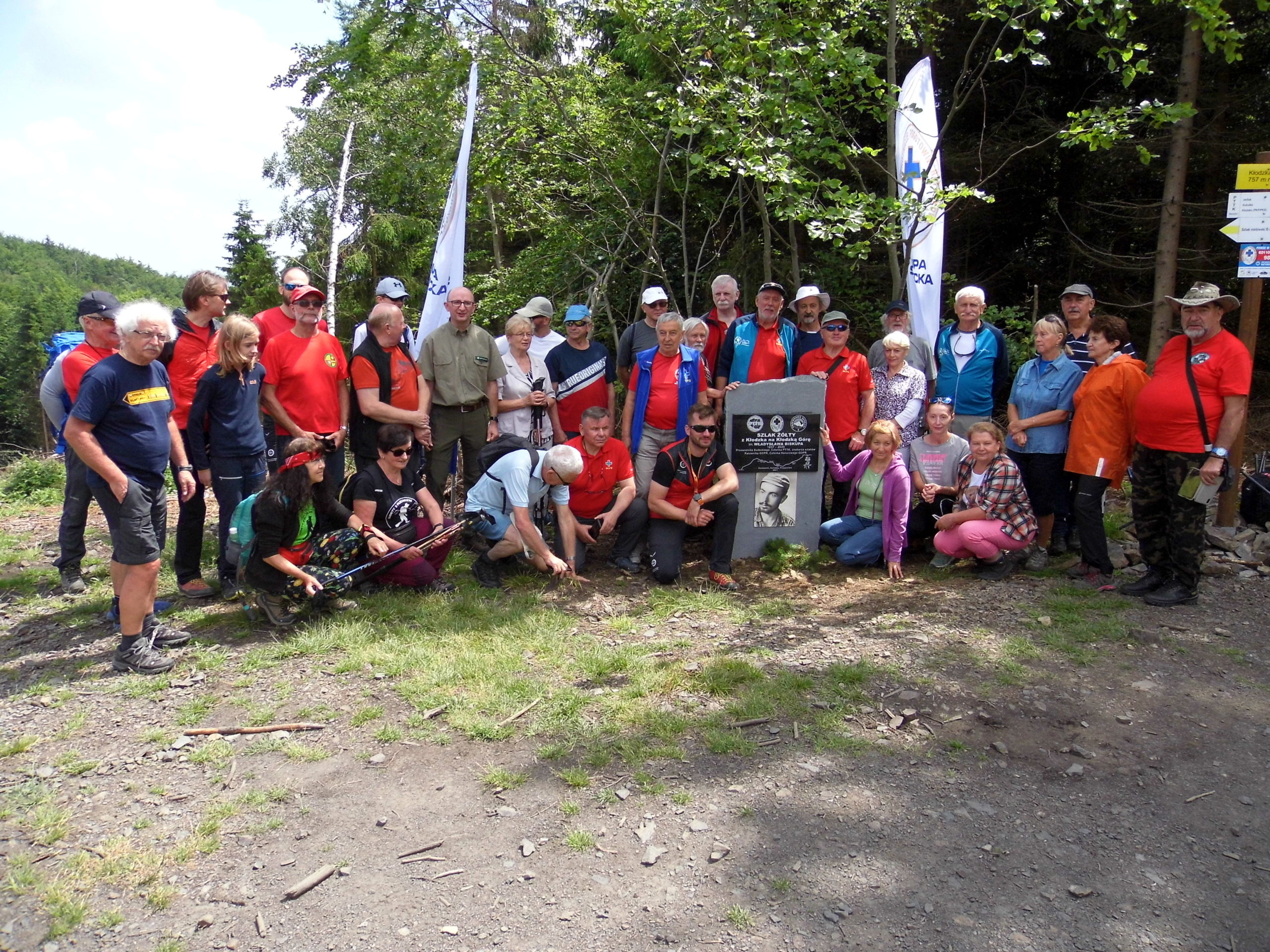
Odsłonięcie obelisku – Kłodzka Góra – czerwiec 2021

Dzięki staraniom Krzysztofa Kaszuby i Piotra Wojnarowskiego z Oddziału Ziemi Kłodzkiej PTTK oraz Jacka Malinowskiego z Grupy Sudeckiej GOPR żółty szlak turystyczny prowadzący z Kłodzka na Kłodzką Górę nazwano imieniem Władysława Biskupa. Z tej okazji koleżanki, koledzy i przyjaciele ufundowali tablicę oraz obelisk ku jego pamięci. Tablicę umieszczono na elewacji budynku dworca autobusowego PKS Kłodzko pl. Jedności (początek szlaku żółtego), natomiast obelisk na szczycie Kłodzkiej Góry.